# Súľov-Hradná
Súľov-Hradná este o comună slovacă, aflată în districtul Bytča din regiunea Žilina. Localitatea se află la altitudinea de 418 m deasupra n.m., se întinde pe o suprafață de 22,952 km2 și în 2017 număra 941 de locuitori.

## Istoric
Localitatea Súľov-Hradná este atestată documentar din 1193.

## Demografie
| An:                | 1994 | 2004   | 2014   | 2024   |
| ------------------ | ---- | ------ | ------ | ------ |
| Număr de persoane: | 944  | 929    | 928    | 1009   |
| Diferență:         |      | −1,58% | −0,10% | +8,72% |

| An:                | 2023 | 2024   |
| ------------------ | ---- | ------ |
| Număr de persoane: | 1002 | 1009   |
| Diferență:         |      | +0,69% |